# فندق رواندا
فندق رواندا (بالإنجليزية: Hotel Rwanda)‏ هو فيلم دراما تم إنتاجه في إيطاليا وجنوب أفريقيا سنة 2004. الفيلم من إخراج تيري جورج وكتابة كير بيارسون وتيري جورج.

## طاقم التمثيل
- دون شيدل (بدور: بول روسيساباجينا)
- نيك نولتي (بدور: العقيد أوليفر)
- خواكين فينيكس (بدور: جاك داغليش)
- كارا سايمور (بدور: بات آرتشر)
- جان رينو

## القصة
تحكي قصة حقيقية عن حياة بول روسيساباجينا، مدير الفندق ”ميل كولينز” ذو خمسة نجوم الذي آوى فيه أكثر من 1268 لاجئ من التوتسي الفارين من ميليشيا الهوتو، ومن بين اللاجئين زوجته وأولاده، وهذا ليحميهم من الإبادة الجماعية في روندا في 1994 وذلك بالتعاون مع منظمة الأمم المتحدة.

## الميزانية والإيرادات
بلغت تكلفة إنتاج الفيلم حوالي 17,500,000 دولار بينما حقق أرباحا تقدر بـ 33,882,243 دولار.

## وصلات خارجية
- الموقع الرسمي
- فندق رواندا على موقع IMDb (الإنجليزية)
- فندق رواندا على موقع ميتاكريتيك (الإنجليزية)
- فندق رواندا على موقع روتن توميتوز (الإنجليزية)
- فندق رواندا على موقع نتفليكس (الإنجليزية)
- فندق رواندا على موقع قاعدة بيانات الأفلام العربية
- فندق رواندا على موقع ألو سيني (الفرنسية)
- فندق رواندا على موقع Turner Classic Movies (الإنجليزية)
- فندق رواندا على موقع أول موفي (الإنجليزية)
- فندق رواندا على موقع بوكس أوفيس موجو (الإنجليزية)
- فندق رواندا على موقع فيلمافينيتي (الإسبانية)